# Zgripcești
Zgripcești – wieś w Rumunii, w okręgu Ardżesz, w gminie Beleți-Negrești. W 2011 roku liczyła 537 mieszkańców.